# 沙尔肯多夫
沙尔肯多夫（法語：Schalkendorf，法語發音：[ʃalkəndɔʁf]）是法国下莱茵省的一个市镇，属于萨韦尔讷区。

## 地理
沙尔肯多夫（48°49'57"N, 7°33'42"E）面积5.21 平方千米，位于法国大東部大區下莱茵省，该省份为法国大陆部分最东部的省份，是阿尔萨斯的一部分，今与上莱茵省组成了阿尔萨斯欧洲集体，其南至上莱茵省，西南接孚日省和默尔特-摩泽尔省，西接摩泽尔省，北与德国接壤。
与沙尔肯多夫接壤的市镇（或旧市镇、城区）包括：比斯维莱尔、埃滕多夫、奥伯莫登-楚岑多夫、瓦勒德莫代尔。

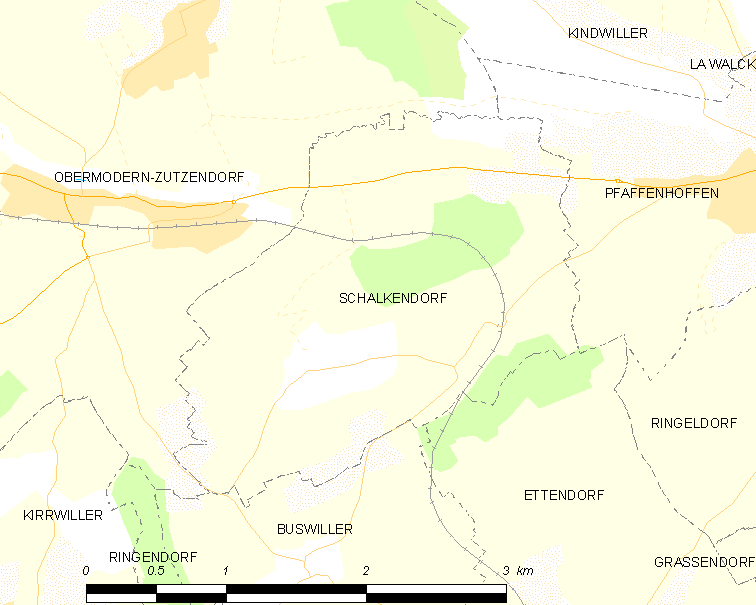
沙尔肯多夫的OSM定位图

沙尔肯多夫的时区为UTC+01:00、UTC+02:00（夏令时）。

## 行政
沙尔肯多夫的邮政编码为67350，INSEE市镇编码为67441。

## 政治
沙尔肯多夫所属的省级选区为布克斯维莱尔县。

## 人口

1962-2008年间沙尔肯多夫人口变化图示

沙尔肯多夫于2022年1月1日时的人口数量为336人。